# Guido Masetti
Guido Masetti (Verona, 22 de Novembro de 1907 –– Roma, 27 de Novembro de 1993) foi um futebolista e treinador italiano.

## Carreira

### Verona
Masetti iniciou sua carreira profissional com 21 anos, defendendo o Verona. Inicialmente, durante sua curta passagem pelo clube, Guido atuava como meio-campista, vindo a atuar na posição que o consagrou apenas durante a temporada. Sua atuações chamariam a atenção dos dirigentes da Roma, que o contrataram logo em seguida. Sua estreia pela equipe da capital aconteceu em 28 de setembro de 1930, quando a Roma empatou em 1 x 1 com o Modena.

### AS Roma
Capitão e ídolo dos giallorossi, disputaria 339 partidas durante sua passagem como jogador pelo clube. Ainda durante sua passagem, Masetti estaria presente na conquista do primeiro título italiano do clube, na temporada 1941-42, tendo participado de 29 partidas. Sua carreira como goleiro da equipe romana acabaria em 18 de fevereiro de 1943, quando anunciou sua aposentadoria dos campos. Porém, como tinha assumido como treinador da equipe ainda durante sua passagem como goleiro, permanceria durante os dois anos seguintes, quando o campeonato estava paralisado devido à Segunda Guerra Mundial, disputando campeonatos regionais, o qual (Campeonato Romano), acabaria sendo conquistado em seu último ano.

### Seleção Italiana
Durante sua carreira como goleiro, Masetti também disputaria duas partidas pela Seleção Italiana, ambas contra à Suíça. Guido também estaria presente nas duas primeiras conquistas da Copa do Mundo (1934 e 1938) pela Itália, quando acabou ficando como goleiro reserva de Combi na primeiro e, Olivieri na segundo. Isso acabaria causando um ressentimento na torcida romana contra o então treinador italiano, Vittorio Pozzo.

## Carreira de Treinador
Após sua saída da Roma, treinaria durante apenas uma temporada o pequeno Gubbio, onde faria grande sucesso, tendo conquistado o título da terceira divisão italiana, feito inédito na história do clube. Porém, acabaria deixando o mesmo após o término da temporada. Três anos depois, ainda teria uma segunda passagem como treinador pela Roma, onde acabaria sendo rebaixado. Na temporada seguinte, passaria um breve período no Palermo, onde terminou em décimo primeiro no campeonato. E, por último, três anos após sua passagem pelo Palermo, treinaria durante uma temporada o Colleferro, onde acabaria acumulando mais um rebaixamento em sua carreira.